# 8 × 8: A Chess Sonata in 8 Movements
Pour plus de détails, voir Fiche technique et Distribution.
8 × 8: A Chess Sonata in 8 Movements est un film expérimental américain réalisé par Hans Richter, Marcel Duchamp et Jean Cocteau sorti le 15 mars 1957 à New York. Il diffuse de la musique originale de Robert Abramson, John Gruen et Douglas Townsend.
Décrit par Richter lui-même comme « en partie Freud, en partie Lewis Carroll », c'est un conte de fées pour le subconscient basé sur le jeu d' échecs . « 8 × 8 » dans le titre fait référence aux cases de l'échiquier .
Alors qu'il vivait à New York, Hans Richter réalise deux longs métrages: Rêves à vendre, en 1947 et 8 × 8: A Chess Sonata, avec notamment la participation de Max Ernst, Jean Cocteau, Paul Bowles, Fernand Léger, Alexander Calder et Marcel Duchamp. Le film a été partiellement filmé sur la pelouse de sa maison d'été à Southbury, dans le Connecticut.

## Distribution
- Jean Arp
- Paul Bowles
- Ceal Bryson
- Alexander Calder
- Jean Cocteau
- Willem de Vogel
- Marcel Duchamp
- Dorothea Tanning
- Max Ernst
- Richard Huelsenbeck
- Frederick Kiesler dans le rôle du Minotaure
- Julien Lary
- Julien Levy
- Jaqueline Matisse
- Darius Milhaud
- Eugene Pellegrini
- Man Ray
- Yves Tanguy

## Synopsis

### Avertissement de l'auteur en début de film
Le message suivant apparait en début de film (en anglais) :
« Ce film est en lien avec le monde de la fantaisie. C'est un conte de fées pour les adultes. Il explore le royaume derrière le miroir magique qui a servi à Lewis Carroll cent ans plus tôt pour stimuler votre imagination.
Nous avons utilisé les échecs – comme l’a fait Carroll – l’échiquier sur lequel ce qui arrive dans la vie arrive aussi, seulement transformé de manière symbolique, mais non moins réelle. La lourde pierre que l'homme remet à la femme, la femme les remet à l'homme et ainsi de suite sont le fardeau quotidien qu'ils doivent tous deux porter.
Le téléphone auquel le musicien-poète ne veut pas répondre est le monde exigeant de la réalité, qu'il refuse d'écouter... Il préfère plutôt écouter la flûte suintante que sa voix ... Et ses bagages volés les uns après les autres, sont plus que cela: elles sont toutes la représentation de ses possessions terrestres.
Le film a été produit par les artistes. Nous avons fait usage de la liberté traditionnelle de l'artiste pour suivre notre inspiration. »

### Synopsis
Comme ses rêves précédents que l’argent peut acheter, le 8 x 8 de Richter a fait appel aux talents d’un éventail d’artistes avec lesquels il s’était associé au fil des ans, dont Jean Arp, Jean Cocteau, Yves Tanguy et Richard Huelsenbeck. Le titre fait référence à la disposition 8 x 8 des cases sur un échiquier et à la segmentation équivalente du film en une « Sonate d’échecs en 8 mouvements ». C'est un hommage au jeu que Richter aimait: «un jeu de hasard et d'accident, de rois et de pions, de retraites et de succès - bref, les mille et une combinaisons de vie.»